# Jean-Claude Lefèbvre

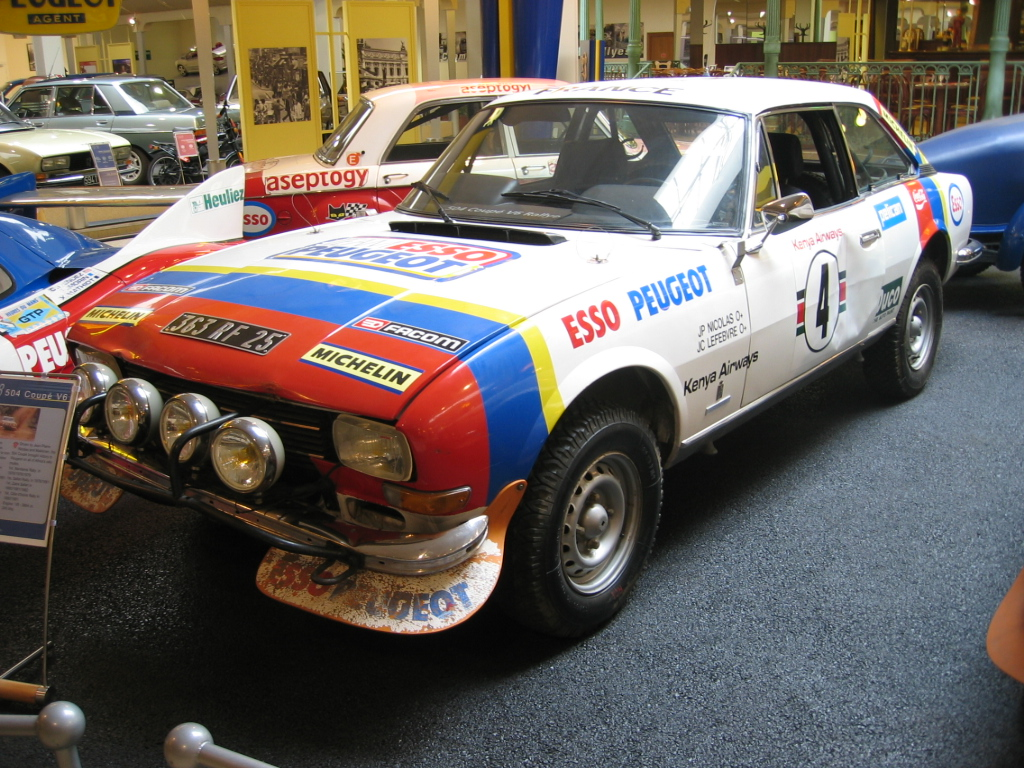
Peugeot 504 V6 Coupe; Siegerwagen von Jean-Pierre Nicolas und Jean-Claude Lefèbvre bei der Safari-Rallye 1978

Jean-Claude Lefèbvre (* 7. Januar 1945 in Nanterre) ist ein ehemaliger französischer Rallyepilot- und Copilot, Rundstrecken-Rennfahrer sowie Motorsport-Funktionär.

## Karriere im Motorsport
Jean-Claude Lefèbvre begann seine Karriere zu Beginn der 1960er-Jahre im Kartsport. Im Unterschied zu den Rennfahrern der 2000- und 2010er-Jahre, die schon im Kindesalter mit dieser Form des Motorsports beginnen, war dies in Lefèbvres Jugendzeit noch ungewöhnlich. Zwischen 1961 und 1965, dann musste er einen einjährigen Militärdienst antreten, gewann er 50 nationale und internationale Kartrennen.
Erste Erfolge im Rennwagensport feierte er Ende der 1960er-Jahre im französischen Renault-Gordini-Cup. Bekannt wurde Lefèbvre allerdings nicht als Fahrer, sondern als Rallye-Copilot. Ab 1970 war er sechs Jahre Teammitglied bei Ford France und bei vielen Rennen Beifahrer von Jean-François Piot. Zur selben Mannschaft gehörte einige Zeit auch Jean Todt, mit dem ihn seither eine enge Freundschaft verbindet. 1978 wurde er Stammbeifahrer von Jean-Pierre Nicolas bei Peugeot. Das Duo gewann 1978 auf einem Peugeot 504 V6 Coupe die Rallye Safari, die zur Rallye-Weltmeisterschaft zählte.
Neben seinen Engagements als Co-Pilot fuhr er auch selbst Rallyes- und Rundstreckenrennen. Er war regelmäßiger Starter bei der Tour de France für Automobile und ging 1978 beim 24-Stunden-Rennen von Le Mans an den Start, wo der eingesetzte Porsche 934 nach einem Motorschaden ausfiel.
Nach dem Ende seiner aktiven Karriere wurde er 1983 Leiter der Kommunikationsabteilung bei Peugeot Sport, eine Funktion, die er bis 2010 innehatte.

## Statistik

### Le-Mans-Ergebnisse
| Jahr | Team              | Fahrzeug    | Teamkollege   | Teamkollege   | Platzierung | Ausfallgrund |
| ---- | ----------------- | ----------- | ------------- | ------------- | ----------- | ------------ |
| 1978 | Auto Daniel Urcun | Porsche 934 | Guy Chasseuil | Marcel Mignot | Ausfall     | Motorschaden |